# 請島
28°01′38″N 129°14′22″E / 28.02722°N 129.23944°E
請島（日语：／ Uke-jima）是奄美群島中的一個島嶼，位於加計呂麻島南方，面積13.34平方公里，為奄美群島的有人居住島嶼中面積第二小的。行政區屬於鹿兒島縣瀨戶內町，島上居民約兩百人，集中在請阿室和池地兩個聚落。
交通上每天有一班定期渡輪從瀨戶內町的主要聚落古仁屋往來島上的兩聚落，或是可從古仁屋搭乘水上計程車往來。